# Piotr Janowski

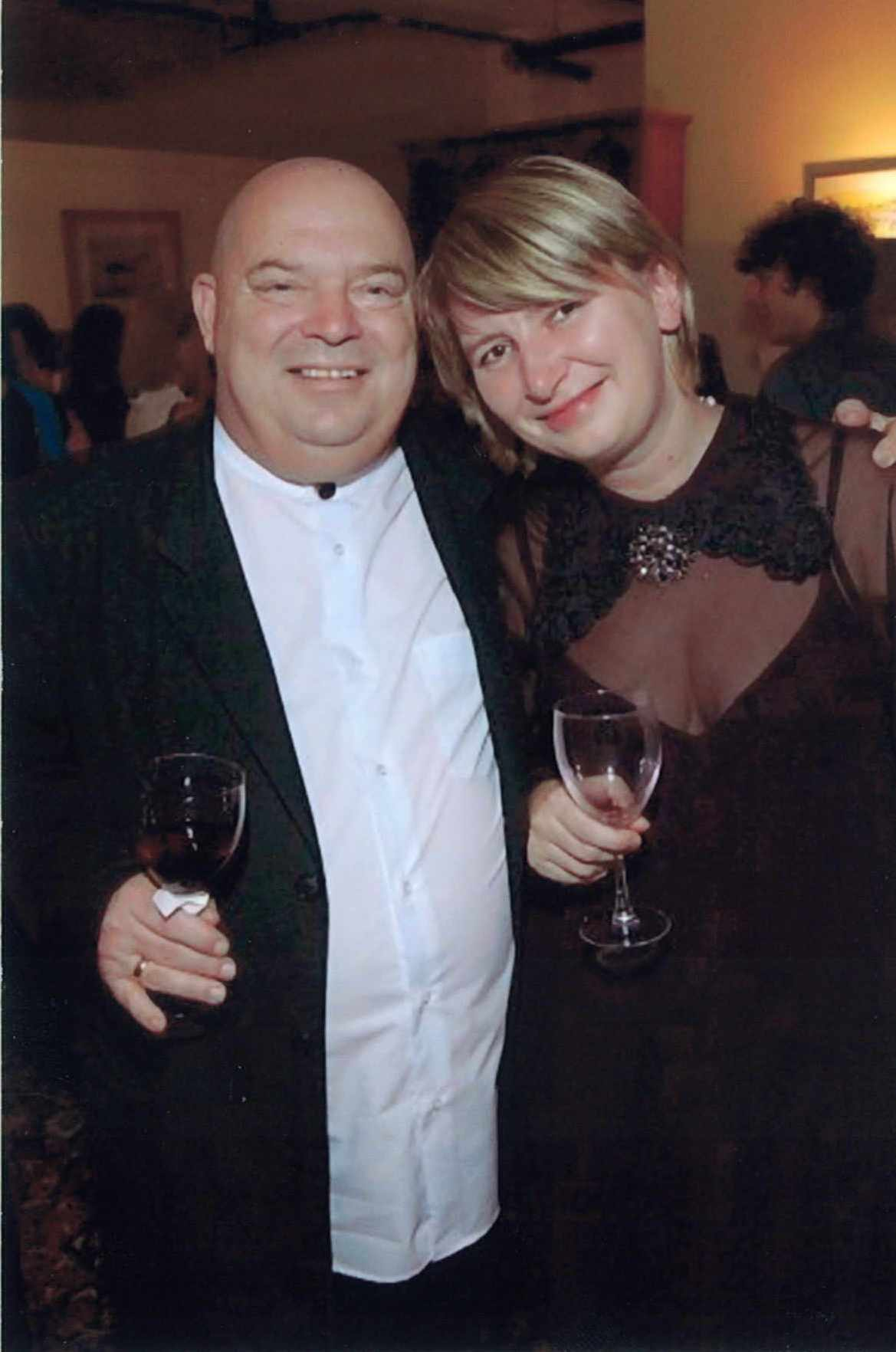
Piotr Janowski mit seiner Frau Joanna Maklakiewicz

Piotr Janowski (geboren 5. Februar 1951 in Grudziądz; gestorben 6. Dezember 2008 in London) war ein polnischer Geiger und der erste polnische Gewinner des Internationalen Henryk-Wieniawski-Violinwettbewerbs.

## Leben
Als Schüler der Szymanowski-Musikhochschule in Warschau erhielt er 1967 im Alter von 16 Jahren den ersten Preis beim V. Internationalen Henryk-Wieniawski-Violinwettbewerb in Poznań. In der Folge absolvierte er ein akademisches Jahr (1969/1970) an der Chopin-Musikhochschule in Warschau in der Klasse von Professor Irena Dubiska.
Im Jahre 1970 studierte er als Stipendiat der Kosciuszko Foundation bei Ivan Galamian am Curtis Institute of Music in Philadelphia, Pennsylvania. Nach Abschluss des Stipendiums blieb er in den Vereinigten Staaten und war in den Jahren 1974–1975 an der Juilliard School of Music in New York. Dort setzte er seine Studien bei Galamian und Zino Francescatti fort. Auf Einladung von Henryk Szeryng und Zino Francescatti  besuchte er im Sommer 1974 Kurse in Montreux (Schweiz). In den Jahren 1975–1977 war er privater Student bei Jascha Heifetz an der University of Southern California in Los Angeles.
Er war Staatsbürger von Polen und den USA, Ehrenbürger des Bundesstaats Arkansas (USA) und der Stadt Cognac (Frankreich).
Er ist auf dem Warschauer Powązki-Friedhof beigesetzt.

## Künstlerische Tätigkeit
Als Solist trat er mit den großen amerikanischen und europäischen Orchestern auf – New York Philharmonic Orchestra, Philadelphia Orchestra, Saint Louis Symphony Orchestra, Minnesota Orchestra, Oslo Philharmonic, Warsaw Philharmonic Orchestra – und arbeitete mit Musikern wie Leonard Bernstein, Leonard Slatkin, Eugene Ormandy, Erich Leinsdorf, Stanisław Wisłocki, Andrzej Markowski, Bogusław Madey, Karol Stryja, William Smith und Walter Hendel.
Er spielte unter anderem mit den Pianisten Mieczysław Horszowski, Arthur Balsam, Peter Serkin, Franco Agostini, Wolfgang Plagge, Jerzy Lefeld, Maciej Paderewski und Jerzy Marchwiński, Zofia Vogtman, Paul Berkowitz, Cynthia Raim, Roman Markowicz, Steven Meyer, Golda Tetz und mit seiner Frau, Joanna Maklakiewicz.
1977 gründete er das New Arts Trio. Er beteiligte sich an den Musikfestivals von Marlboro, VT, Chautauqua, NY, Dimitrios und Warschauer Herbst. Er war Dozent an der University of Wisconsin in Milwaukee und an der Eastman School of Music Rochester in New York, Barratt-Due Institutt Oslo. Zusätzlich leitete er Meisterkurse am Conservatorio di Bologna, Thessaloniki Konservatorium, Ohio State University, Columbus, The Oberlin College und an der Northwestern University.
Er spielte auf einer Violine von Guarneri del Gesù aus dem Jahre 1722.

## Auszeichnungen
- Erster Preis beim V. Internationalen Violinwettbewerb Henryk Wieniawski, Poznań (Polen), 1967
- Erster Preis beim Philadelphia Orchestra Wettbewerb, Philadelphia (USA), 1972
- 1. Preis beim G. B. Dealy Wettbewerb Dallas (USA), 1974
- Erster Preis (zusammen mit dem New Arts Trio: Rebecca Penneys - Klavier, Steven Doane - Cello) at The Walter W. Naumburg Wettbewerb, New York (USA), 1979
- Erster Preis (zusammen mit neuen Arts Trio: Rebecca Penneys - Klavier, Steven Doane -Cello) beim Walter  W. Naumburg Wettbewerb, New York (USA), 1980

## Uraufführungen
- 1968, Warschau (Polen) - Marian Sawa Improvisazione für Violine solo
- 1969, Warschau (Polen) - Grażyna Bacewicz Violin Concerto # 7 (Warschauer Herbst, Warschauer Philharmoniker, Dirigent: Andrzej Markowski)
- 1976, New York (USA) - David Diamond Violin Concerto # 3 (New Yorker Philharmoniker, Dirigent: Leonard Bernstein)
- 1980, Madison (USA) - Yehuda Yannay Concertino
- 1980, Milwaukee (USA) - Burt Levy Kammermusik für Violine allein
- 1980, New York (USA) - Robert Moevs Einführung und Presto für Klaviertrio
- 1982, Rochester (USA) - John Harbison, Komponist und Dirigent Quartett für Klarinette, Violine, Cello und Klavier
- 1982, New York (USA) - Sidney Hodgkison Piano Trio
- 1983, New York (USA) - John Eaton In Memoriam Mario Cristini-Trio
- 1991, Rio De Janeiro (Brasilien) - Emani Aguiar 44 Meloritmas
- 1994, Oslo (Norwegen) - Wolfgang Plagge Asteroide Suite für Violine und Klavier
- 1994, Oslo (Norwegen) - Wolfgang Plagge Rhapsodie für Violine solo
- 1997, Posen (Polen) - Wolfgang Plagge Sonate für Violine und Klavier
- 1998, Oslo (Norwegen) - Wolfgang Plagge Lucky Mann Haus ist die Kammermusik mit Tänzern

## Tonträgeraufnahmen
- W. A. Mozart Violinkonzert in D-Dur KV 218, K. Szymanowski, Violinkonzert Nr. 1 op. 35 (Warschauer Philharmoniker, Dirigent: Stanisław Wisłocki), 1969, Muza
- J. Brahms 2 Sonaten für Klavier und Violine in A-Dur, op. 100 und d-moll, op. 108 (Maciej Paderewski - Piano), 1970, Muza
- G. Bacewicz Violinkonzert Nr. 7 (Warschau Philharmonisches Orchester, Dirigent: Andrzej Markowski), 1969, Muza
- M. Ravel Trio, G. Fauré Trio (New Arts Trio), 1982, Pantheon
- L. van Beethoven Klaviertrio op. 97-Erzherzog (New Arts Trio) 1983, Chamber Music Society of Rochester
- F. Kreisler, F. Grieg, H. Wieniawski und andere, “En rose i snøen”  (Eine Rose im Schnee-eine Sammlung von kurzen Werken (Wolfgang Plagge - Klavier)), 1997, Norske Gramm
- F. Busoni Sonaten für Violine und Klavier (Franco Agostini - Piano), 1998, Phoenix Classics
- A. Hovhaness, C. Saint-Saëns, M. Ravel und andere, Garten von Adonis-Stücke für Violine und Harfe (Harfe: Margaret Milevskaya-Sundberg), 2000, Porsgrunn Museum
- H. Wieniawski Sämtliche Werke  (Klavier: Wolfgang Plagge) - Album Nr. 1 (2000), Nr. 2 (2005), 2 L Records (jpc)